# AKBと××!
『AKBと××!』（エーケービーとちょめちょめ）は、2010年7月14日（7月13日深夜）から2016年3月23日（3月22日深夜）まで読売テレビで放送されていたバラエティ番組。ハイビジョン制作。

## 概要
AKB48としては、在阪局初のレギュラー冠番組。ネット局のない関西ローカル番組として放送された。2011年10月からは長崎国際テレビと日テレプラス（CSチャンネル）で放送が開始され、これにより日本全国で視聴できるようになった。しかし長崎国際テレビは2012年3月で、日テレプラスは同年10月で打ち切りとなったため関西ローカル番組に戻った。再放送も実施されている。
2010年10月29日から2011年3月までは毎月第4木曜深夜（翌金曜）に放送されていたが、2011年度から毎月第3木曜深夜（翌金曜）に変更された。2013年3月までの放送時間は原則1時08分開始だったが、同年4月からは原則1時30分開始（時間は前後する場合あり）となった。2015年4月からは放送日時が第4火曜深夜（翌水曜）1時29分からに変更され、放送枠は基本的に30分。
××（ちょめ・ちょめ）とは、AKB48とコラボレーションさせる“何か”を意味する言葉。

## 出演者
放送毎に複数名出演。最終回時点。
- AKB48
  - チームA：入山杏奈、岩田華怜、大家志津香、大和田南那、小笠原茉由、小嶋菜月、小嶋陽菜、佐々木優佳里、島崎遥香、高橋みなみ、中西智代梨、中村麻里子、平田梨奈、前田亜美、宮崎美穂、横山由依
  - チームK：阿部マリア、岩佐美咲、島田晴香、高城亜樹、田野優花、永尾まりや、峯岸みなみ、向井地美音、湯本亜美
  - チームB：柏木由紀（NGT48チームNIII兼任）、加藤玲奈、木﨑ゆりあ、竹内美宥、渡辺麻友
  - チーム4：岡田奈々、小嶋真子
- SKE48
  - チームS：大矢真那、北川綾巴（AKB48チーム4兼任）、松井珠理奈、宮前杏実、矢方美紀、山内鈴蘭
  - チームKII：石田安奈、大場美奈、北野瑠華、高柳明音、古畑奈和
  - チームE：加藤るみ、木本花音、柴田阿弥、須田亜香里、谷真理佳
- NMB48
  - チームN：加藤夕夏、城恵理子、上西恵、須藤凜々花、西村愛華、山本彩（AKB48チームK兼任）、吉田朱里
  - チームM：鵜野みずき、川上礼奈、木下百花、久代梨奈、白間美瑠（AKB48チームA兼任）、谷川愛梨、藤江れいな、村瀬紗英、矢倉楓子
  - チームBII：市川美織、梅田彩佳、木下春奈、上枝恵美加、渋谷凪咲（AKB48チーム4兼任）、薮下柊、渡辺美優紀（AKB48チームB兼任）
- HKT48
  - チームH：兒玉遥（AKB48チームK兼任）、坂口理子、指原莉乃（HKT48劇場支配人兼任）、松岡菜摘
  - チームKIV：多田愛佳、朝長美桜（AKB48チーム4兼任）、宮脇咲良（AKB48チームA兼任）、村重杏奈
- NGT48
  - チームNIII：加藤美南、北原里英
- JKT48
  - チームJ：仲川遥香
- SNH48
  - チームSII：宮澤佐江（SKE48チームS兼任）

### ××選抜
2011年4月 - 2012年11月まで、AKB48・SKE48・NMB48から、「××選抜メンバー」が常連出演するが、他のメンバーも適宜出演する。なお、「イイネ投票」が公式サイトで毎月実施されている。
2011年度
- AKB48 - 大家志津香、小森美果、宮崎美穂
- SKE48 - 高柳明音、向田茉夏、木本花音
- NMB48 - 山本彩、渡辺美優紀、木下春奈

2012年度
- AKB48 - 峯岸みなみ[注 4]、川栄李奈、山内鈴蘭、佐々木優佳里
- SKE48 - 加藤るみ、須田亜香里、矢方美紀
- NMB48 - 山本彩[注 5]、渡辺美優紀[注 5]、與儀ケイラ

※2012年度は、××選抜メンバーが揃わないことが増え、他のメンバーが出演していたが、必ずしも3グループが揃うわけではなくなった。

※2013年度は、××選抜という括りがなくなり、ランダムでAKB48ならびに姉妹グループから出演メンバーが選抜されている。

### 過去の出演者
番組自体が司会を除けば単一グループのみの出演なので、グループを卒業すると同時に事実上の番組降板となる。
- AKB48 - 河西智美、菊地あやか、篠田麻里子、仁藤萌乃、前田敦子、増田有華、松原夏海、小森美果、秋元才加、板野友美、大島優子、片山陽加、土保瑞希、川栄李奈、倉持明日香、名取稚菜
- SKE48 - 上野圭澄、小木曽汐莉、金子栞、佐藤聖羅、菅なな子、向田茉夏、古川愛李、松井玲奈
- NMB48 - 小柳有沙、島田玲奈、福本愛菜、與儀ケイラ、山岸奈津美、山田菜々、高野祐衣、近藤里奈、小谷里歩、門脇佳奈子
- 乃木坂46 - 生駒里奈

## コーナー
これまで放送のメンバー個人のコーナー。
- 木本花音 - ギョウ・ザのんの餃子食べるのん
- 渡辺美優紀 - 書道家みるきーの書かせて下さい
- 宮崎美穂 - みゃおのあのアイドルボディをもう一度
- 木下春奈 - 木下ポスター貼る奈のコラボポスター貼り巡り旅!
- 高柳明音 - おいしくないと××! シェフ・あかねのげっちゅり×クッキング
- 島崎遥香 - それゆけ!メロンぱるるさん

## 放送日程
時間帯の記載がないのは、当時の通常放送時間帯での放送日。
- 番組スタイルが年度ごとに変更されることが多い。
  - 第1回（2010年7月14日） - 第9回（2011年3月15日）AKB48メンバーが関西をテーマにさまざまなことに挑戦&コラボ、またゲストがAKB48メンバーに自身の経験をふまえた上でのアドバイス、ならびに趣味・趣向に趣を置いての企画など講師的な立場として出演していた。
  - 第10回（2011年4月22日） - 第21回（2012年3月16日）AKB48、SKE48、NMB48の選抜メンバーがテーマに沿ってチーム対抗戦で対決。
  - 第22回（2012年4月20日） - 第31回（2012年11月16日）部分的にリニューアルし、大阪府南河内郡千早赤阪村協力の下、秋のイベントに向けての活動が中心となっていた。
  - 第34回（2013年2月22日） - 再度完全にリニューアルしトップニュースを目指して、メンバーが様々な取り組みをするという内容になった[注 7]。
  - 第48回（2014年4月18日） - AKB48メンバーから2名ずつが出演、ある地域で2人旅をする。番組公式ツイッターとの連動も行われた。
  - 第60回（2015年4月29日） - AKB48メンバーがロケに出演、他のメンバー1名がそのVTRを観ながら出演者の反応や行動をクイズ形式で予想する。

## 主題歌・挿入歌
エンディング曲
出演者がロケ地でライブパフォーマンスを披露する。
- 1 - 9回：AKB48
- 10 - 21回：ガチンコ対決の勝利チーム、引分・同点の場合は両方披露。負けたチームの映像はお蔵入り。

## DVD
|    | リリース日     | タイトル                         | 品番      | 販売形態                                                                             | 収録内容                            |
| -- | -------------- | -------------------------------- | --------- | ------------------------------------------------------------------------------------ | ----------------------------------- |
| 1  | 2010年11月27日 | AKBと××! 1                       | AKB-X0001 | 【Disc枚数】 ・3枚組 【封入特典】 ・ランダム生写真×5枚組                             | 第1, 2回+特典映像                   |
| 2  | 2011年4月23日  | AKBと××! 2                       | AKB-X0002 | 【Disc枚数】 ・3枚組 【封入特典】 ・ランダム生写真×5枚組                             | 第3, 4回+特典映像                   |
| 3  | 2011年6月18日  | AKBと××! 3                       | AKB-X0003 | 【Disc枚数】 ・3枚組 【封入特典】 ・ランダム生写真×5枚組                             | 第5, 6回+特典映像                   |
| 4  | 2011年7月30日  | AKBと××! 4                       | AKB-X0004 | 【Disc枚数】 ・3枚組 【封入特典】 ・ランダム生写真×5枚組                             | 第7, 8, 9回+特典映像                |
| 5  | 2011年10月1日  | AKBと××! 5                       | AKB-X0005 | 【Disc枚数】 ・3枚組 【封入特典】 ・ランダム生写真×5枚組                             | 第10, 11回+特典映像                 |
| 6  | 2011年11月19日 | AKBと××! 6                       | AKB-X0006 | 【Disc枚数】 ・3枚組 【封入特典】 ・ランダム生写真×5枚組                             | 第12, 13回+特典映像                 |
| 7  | 2011年12月13日 | AKBと××! 7                       | AKB-X0007 | 【Disc枚数】 ・3枚組 【封入特典】 ・ランダム生写真×5枚組                             | 第14, 15回+特典映像                 |
| 8  | 2012年3月17日  | AKBと××! 8                       | AKB-X0008 | 【Disc枚数】 ・3枚組 【封入特典】 ・ランダム生写真×5枚組                             | 第16, 17回+特典映像                 |
| 9  | 2012年5月12日  | AKBと××! 9                       | AKB-X0009 | 【Disc枚数】 ・3枚組 【封入特典】 ・ランダム生写真×5枚組                             | 第18, 19回+特典映像                 |
| 10 | 2012年7月21日  | AKBと××! 10                      | AKB-X0010 | 【Disc枚数】 ・3枚組 【封入特典】 ・ランダム生写真×5枚組                             | 第20, 21回+特典映像                 |
| 11 | 2012年9月22日  | AKBと××! STAGE2-1                | AKB-X0011 | 【Disc枚数】 ・3枚組 【封入特典】 ・ランダム生写真×5枚組                             | 第22, 23回+特典映像                 |
| 12 | 2012年11月17日 | AKBと××! STAGE2-2                | AKB-X0012 | 【Disc枚数】 ・3枚組 【封入特典】 ・ランダム生写真×5枚組                             | 第24, 25回+特典映像                 |
| 13 | 2013年1月19日  | AKBと××! STAGE2-3                | AKB-X0013 | 【Disc枚数】 ・3枚組 【封入特典】 ・ランダム生写真×5枚組                             | 第26, 29回+特典映像                 |
| 14 | 2013年1月19日  | AKBと××! スペシャル版 ×× in ASIA | AKB-XS001 | 【Disc枚数】 ・3枚組 【封入特典】 ・ランダム生写真×5枚組 ・特製8枚組ポストカードBOOK | 第27, 28回+特典映像+未公開映像集    |
| 15 | 2013年3月23日  | AKBと××! STAGE2-4                | AKB-X0014 | 【Disc枚数】 ・3枚組 【封入特典】 ・ランダム生写真×5枚組                             | 第30, 31回+特典映像                 |
| 16 | 2013年6月1日   | AKBと××! STAGE2-5                | AKB-X0015 | 【Disc枚数】 ・3枚組 【封入特典】 ・ランダム生写真×5枚組                             | 第32, 33回+特典映像                 |
| 17 | 2013年7月20日  | AKBと××! STAGE3-1                | AKB-X0016 | 【Disc枚数】 ・3枚組 【封入特典】 ・ランダム生写真×5枚組                             | 第34, 35回+特典映像                 |
| 18 | 2013年9月28日  | AKBと××! STAGE3-2                | AKB-X0017 | 【Disc枚数】 ・3枚組 【封入特典】 ・ランダム生写真×5枚組                             | 第36, 37回+特典映像                 |
| 19 | 2013年11月23日 | AKBと××! STAGE3-3                | AKB-X0018 | 【Disc枚数】 ・2枚組 【封入特典】 ・ランダム生写真×5枚組                             | 第38, 39回+特典映像                 |
| 20 | 2014年2月1日   | AKBと××! STAGE3-4                | AKB-X0019 | 【Disc枚数】 ・2枚組 【封入特典】 ・ランダム生写真×5枚組                             | 第40, 41回+特典映像                 |
| 21 | 2014年4月5日   | AKBと××! STAGE3-5                | AKB-X0020 | 【Disc枚数】 ・2枚組 【封入特典】 ・ランダム生写真×5枚組                             | 第42, 43回+特典映像                 |
| 22 | 2014年6月14日  | AKBと××! STAGE3-6                | AKB-X0021 | 【Disc枚数】 ・2枚組 【封入特典】 ・ランダム生写真×5枚組                             | 第44, 45回+特典映像                 |
| 22 | 2014年9月20日  | AKBと××! STAGE3-7                | AKB-X0022 | 【Disc枚数】 ・2枚組 【封入特典】 ・ランダム生写真×5枚組                             | 第46, 47回+特典映像                 |
| 23 | 2014年12月6日  | AKBと××! STAGE4-1                | AKB-X0023 | 【Disc枚数】 ・2枚組 【封入特典】 ・ランダム生写真×3枚組                             | 第48, 49, 50, 51回+特典             |
| 24 | 2015年3月14日  | AKBと××! STAGE4-2                | AKB-X0024 | 【Disc枚数】 ・2枚組 【封入特典】 ・ランダム生写真×3枚組                             | 第52, 53, 54, 55回+特典             |
| 25 | 2015年6月26日  | AKBと××! STAGE4-3                | AKB-X0025 | 【Disc枚数】 ・2枚組 【封入特典】 ・ランダム生写真×3枚組                             | 第56, 57, 58, 59回+特典             |
| 26 | 2016年1月23日  | AKBと××! STAGE5-1                | AKB-X0026 | 【Disc枚数】 ・2枚組 【封入特典】 ・ランダム生写真×3枚組                             | 第60, 61, 62, 63, 64, 65, 66回+特典 |
| 27 | 2016年7月16日  | AKBと××! STAGE5-2                | AKB-X0027 | 【Disc枚数】 ・2枚組 【封入特典】 ・ランダム生写真×3枚組                             | 第67, 68, 69, 70, 71回+特典         |

## ネット局
| 放送地域   | 放送局         | 系列           | 放送日時                         | 備考   |
| ---------- | -------------- | -------------- | -------------------------------- | ------ |
| 近畿広域圏 | 讀賣テレビ放送 | 日本テレビ系列 | 第4火曜深夜（翌水曜）1:29 - 1:59 | 制作局 |

他の日本テレビ系列局等でも不定期で放送されることがある。
過去のネット局
- 長崎国際テレビ：2011年10月 - 2012年3月（毎週放送・事実上の集中放送、途中から月1回に）
- 日テレプラス：2011年10月 - 2012年10月（月1回放送。再放送あり）